# بولدو
بولدو درختی است به ارتفاع ۶ تا ۸ می‌باشد. برگ‌های آن متقابل، بیضوی، خاکستری رنگ مایل به سبز چرمی و مقاوم است. گل‌های آن بر دو نوع نر و ماده بر روی دو درخت مجزا قرار دارد. گل‌های نر آن پرچم‌های متعدد ولی گل‌های ماده آن مادگی مرکب از سه تا پنج برچه مجزا محصور در پرچم‌های تحلیل یافته و عقیم هستند.

## خواص معرفی شده در طب سنتی
- برگ‌های این گیاه برای تقویت دستگاه هاضمه مفید است.
- باعث ترشح صفرا و دفع اوره می‌گردد.
- خواب‌آور است.

## سمی بودن
در سال ۲۰۰۹ نتیجهٔ تحقیقاتی توسط آژانس پزشکی اروپا (به انگلیسی: European Medicines Agency) منتشر شد که نشان‌دهندهٔ سمی‌بودن این گیاه بود.